# (8662) 1990 UT10
(8662) 1990 UT10 là một tiểu hành tinh vành đai chính. Nó được phát hiện bởi Seiji Ueda và Hiroshi Kaneda ở Kushiro, Hokkaidō, Nhật Bản, ngày 22 tháng 10 năm 1990.